# Stromberg (Hunsrück)

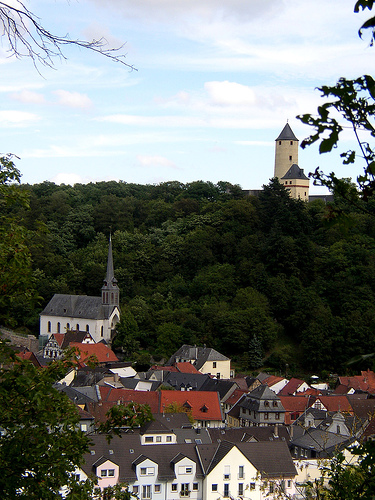
Stromberg/Hunsrück

Die Stadt Stromberg in der Verbandsgemeinde Langenlonsheim-Stromberg im Landkreis Bad Kreuznach mit ungefähr 3200 Einwohnern am südöstlichen Rand des Hunsrücks gilt als Heimat des Deutschen Michels. Stromberg ist ein staatlich anerkannter Luftkurort und gemäß Landesplanung als Grundzentrum ausgewiesen.

## Geographie

### Geographische Lage
Stromberg liegt am östlichen Rand des Soonwalds, eines zirka 40 km² großen und bis zu 657 m hohen Bergzugs im Hunsrück, und südlich des Binger Walds.
Es ist wegen des Autobahnanschlusses Stromberg an der A 61 sehr gut zu erreichen. Nach Frankfurt am Main sind es 80 Kilometer, nach Koblenz 58 Kilometer. Die Landeshauptstadt Mainz liegt 41 Straßenkilometer entfernt.

### Klima und Relief
Die Stromberger Kalkmulde liegt am Rande des Hunsrücks im Grenzbereich zwischen dessen maritimen Bergklima und dem eher trockenen Beckenklima des Rhein-Nahe-Tals. Stromberg hat entsprechend ein sommerwarmes und wintermildes Klima. Die durchschnittliche jährliche Niederschlagsmenge beträgt 600 mm.
Die Durchschnittstemperaturen liegen im Juli bei 17°- 18 °C und im Januar bei 0° – 0,5°.
Topographisch hat Stromberg ein markantes Profil als „Drei-Täler-Stadt“ am Zusammenfluss von Welschbach und Dörrebach (Lehnbach) mit dem Guldenbach, wobei dieser, der stärkste, die Stromberger Gemarkung etwa halbiert.
Der Guldenbach entspringt am Volkenbacher Weiher nördlich von Rheinböllen ca. 450 m über NHN. Er hat ein starkes Gefälle aufgrund des großen Höhenunterschieds von der Quelle bis zur Einmündung in die Nahe. Der Welschbach entspringt in einem Wiesengebiet nahe dem Erbacher Kopf (470,5 m), der Dörrebach im Staatsforst Neupfalz nahe der Lehnmühle. Des Weiteren mündet in den Guldenbach auch der winzige Schindelbach, der im Stromberger Stadtwald entspringt und durch die „Klamm“ fließt. Alle diese Bäche haben sich tief in das Gestein eingeschnitten und charakteristische enge Täler geschaffen. Auch innerhalb des Stadtgebietes sind die Höhenunterschiede recht hoch. Der Stadtkern liegt ca. 220 m hoch.

### Geologie um Stromberg
Die Stromberger Gemarkung gehört vollständig dem Hunsrück an. Man findet in der Stromberger Mulde, einer Spezialmulde des Vorsoonwald-Bereichs, Gesteine, die auf das Mittel- und Oberdevon zurückgehen, und sogar Ablagerungen des Unterkarbons.
Im Devon entstanden über dem kristallinen Untergrund im Ablauf von 80 Millionen Jahren Ablagerungen aus Tonen, Sanden und Kalken. Diese ließen den Untergrund in einzelne Schollen zerbrechen, so dass tektonische Störungen entstanden und in denen Magma aufstieg. Aus den Sanden entstanden durch Verfestigung die Taunusquarzite und aus den Schlickablagerungen der Hunsrückschiefer.
Stromberg blieb, da es in der Mulde liegt, von der Erosion verschont. So blieben hier die Gesteine der einzelnen Zeitabschnitte erhalten. Noch heute und schon seit Jahrhunderten wird in Stromberg Kalkstein abgebaut. Karl Geib fand 1909 ein Fossil, mit dem es gelang, den Stromberger Kalk dem jüngeren Abschnitt des Mitteldevons zuzuordnen.

### Vegetation
Die natürliche Vegetation des Soonwalds ist ein Hainsimsen-Eichen-Buchenwald. In höheren Lagen überwiegen Buchenwälder, in tieferen Eichen- und Hainbuchenwälder, die stark vom Menschen überformt sind. Die Stromberger Flora wird auch vom Kalk beeinflusst und unterscheidet sich deshalb von der im restlichen Kreis Bad Kreuznach. Sie ist besonders schützenswert, weil schon viel von dieser seltenen Kalkflora verloren gegangen ist. Besonders interessant ist der Unterlauf des Dörrebachs, denn hier wächst Ahorn-Eschenwald, eine Waldformation, die den Schluchtenwäldern zugerechnet wird. Des Weiteren wachsen dort Berg-Ahorn, Winter-Linde und Gemeine Esche sowie seltenere Pflanzenarten, denen der (Kalk-)Boden und das Klima besonders entgegenkommen. Deshalb wurde schon oft gefordert, dieses Gebiet als Naturschutzgebiet auszuweisen.

## Geschichte

### Ortsname
Im Jahr 1056 wird der Ortsname Stromberg im Zusammenhang mit einem Grafen Bertolfus de Strumburg erstmals erwähnt. Der erste Bestandteil des Namens, Strom-, wird von Onomastikern (Namenkundlern) meist im Sinne von „großer, breiter Fluss“ gedeutet, wobei es im Stadtgebiet aber kein entsprechendes Gewässer gibt. Einige andere verstehen Strom- deshalb im Sinne von „umströmt“, denn Stromberg als umströmter Berg erscheint wesentlich plausibler.

### Vor- und Frühgeschichte
Archäologen haben in der näheren Umgebung Strombergs, in Höhlen am Dörrebachweg, Gegenstände schon aus der Jungsteinzeit (ca. 5700–2000 v. Chr.) gefunden, nämlich mehrere Steinbeile, ein durchbohrtes Feuersteinmesser und Pfeilspitzen, einen Knochenpfriem und mehrere Holzkohlenreste mit Getreidekörnern.
In der jüngeren Eisenzeit (ca. 450 v. Chr.) war die Gegend von Kelten bewohnt. Aus der spätkeltischen Zeit wurde in Stromberg bisher nichts gefunden. Die gesamte Region stand ab der Zeit um Christi Geburt für mehrere Jahrhunderte unter römischer Herrschaft und römischem Einfluss, was sich in Kultur und Sprache noch heute bemerkbar macht. Insbesondere wurden der Straßenbau und der Weinanbau von den Römern hierher gebracht.
Stromberg entstand an der Stelle, wo die Ausoniusstraße, die von Norden nach Bingen führte, auf einer Brücke (die erst 1821 von einem Hochwasser zerstört wurde) über den Guldenbach führte. Zu ihrem Schutz wurde auf dem Gollenfels ein Wachturm errichtet und im Stromberger Stadtwald für die Wachmannschaft und ihre Familien ein Vicusdorf gebaut, in dessen Nähe Reste römischer Grabhügel erhalten sind.

### Das frühe Mittelalter
Im 5. Jahrhundert n. Chr. wurde im Zuge der Völkerwanderung das Gebiet um Stromberg von den Franken erobert und war danach Teil ihres Reiches. Nach der endgültigen Teilung des Frankenreichs um 840 gehörte es zu dessen östlichen Teil, aus dem das Deutsche Reich hervorging.
891 fuhren plündernde Wikinger oder Nordmannen den Rhein bis an die Nahe und den Hunsrück hinauf. In den ersten Jahrzehnten des 10. Jahrhunderts drangen auch die Ungarn bis ins linksrheinische Gebiet vor. Das war Anlass für die Franken, Verteidigungsanlagen wie Burgen zu bauen. Ihr Erbauungsjahr ist nicht genau bekannt, man weiß nur, dass sie 1056 bereits existierte.
Die Sprache der Stromberger Region ist seit der Völkerwanderung das Deutsche in Gestalt des Fränkischen. Die lokale Mundart ist dem Übergangsbereich zwischen Rheinfränkischem (Pfälzisch) und Mittelfränkischem (Moselfränkisch) zuzuordnen.

### Vom Mittelalter bis zur Kurpfälzischen Herrschaft (10. bis 18. Jahrhundert)
In den ersten 400 Jahren dieser Periode dominiert die Geschichte der Stromburg die des Ortes. Sie gehörte seit der fränkischen Gaueinteilung dem Nahegau an. Die Nahegaugrafen hatten erheblichen Einfluss auch über ihr eigentliches Herrschaftsgebiet hinaus.
Wahrscheinlich wurde die alte Stromburg durch Bertolf I., der den Namen erstmals erwähnt, oder durch einen seiner Vorfahren zur Verteidigung der Straße von Bingen zum Königsforst erbaut. Sie galt als „reichsunmittelbar“, war also direkt dem König unterstellt. Kaiser Heinrich V. (1106–1125) bezeichnet sie in einem Brief, den er 1120 auf einem Italienzug verfasste, als „castrum nostrum Strumburg“ (dt.: Unsere Veste Stromburg). Als der Brief geschrieben wurde, war die Burg gerade von dem Mainzer Erzbischof Adalbert I. überfallen worden, der sich im Investiturstreit auf die Seite des Papstes gestellt hatte. In seinem Brief beschreibt Heinrich den Zerstörungsgrad der Burg als „funditus“ (von Grund auf). Ab diesem Zeitpunkt sind für rund 150 Jahre keine Grafen der Stromburg mehr belegbar. Mit einiger Sicherheit handelt es sich bei den frühen Nennungen der Burg um die „Alte Stromburg“ auf dem Pfarrköpfchen. Bei archäologischen Untersuchungen wurde die Anlage in das 11. und 12. Jahrhundert datiert.
Während derselben Zeit entwickelte sich jedoch im Tal, am Fuße der Burg, der Ort Stromberg. Sein heutiger Name erscheint allerdings zum ersten Male 1344 als „Thal Stromberg“; zuvor, im 13. Jahrhundert, wurde er „Stromveldt“ genannt. Zu ihm gehörten schon frühzeitig Roth, Genheim und Eckenroth, wahrscheinlich nicht mit ihren vollen Gemarkungen, aber zumindest einen Teil davon.
Im Jahre 1156 belehnte Friedrich I. (Barbarossa) Konrad von Hohenstaufen mit der Pfalzgrafschaft. Um 1200 gehörten zur Pfalzgrafschaft am Rhein das Hochgericht und das Münster in Kreuznach, des Weiteren Güter aller Art im Stromberger Bezirk, sowie die Siedlungen Roth, Genheim, Schweppenhausen, Eckenroth und mehrere Einzelhöfe.
1214 wurde die Pfalzgrafschaft von Kaiser Friedrich II. an das Haus Wittelsbach vergeben. Die Wittelsbacher taten viel für den Ausbau ihres Machtbereiches und unterteilten ihn in Amtsbezirke. Von einem solchen wurde Stromberg, als offenbar schon bedeutendere Siedlung, 1255 „locus praecipuus“ (Hauptort), also bereits vor der Ortsnamen-Ersterwähnung (1344). Im Jahr 1268 wurden in Stromberg erstmals auch Bürgermeister und Richter erwähnt.
1329 wurde die Pfalzgrafschaft von Ludwig IV. seinen Neffen Rudolf II., Ruprecht I., und Ruprecht II. zugeteilt. Ihnen gehörten also unter anderen Kaub, der Pfalzgrafstein, die Stahlberg, Bacharach, Diebach, Steeg, Heimbach, Rheinböllen, die Fürstenberg und Stromberg. Am 18. Februar 1338 teilten Rudolf II. und die beiden Ruprechte die Grafschaft untereinander auf, den Ruprechten fielen dabei unter anderem Stromberg, Bacharach, Diebach und Rheinböllen zu.
Im 14. Jahrhundert wird Stromberg in den Jahren 1367, 1374 und 1394 als Stadt erwähnt. Als herrschaftliche Repräsentanten werden für Stromberg 1388 erstmals Burgmänner, 1418 erstmals Amtmänner genannt. 1402 und 1403 konnte Pfalzgraf Ruprecht III. die Stromburg wieder besuchen, die Aufbauarbeiten an der Burg waren also zu diesem Zeitpunkt beendigt.
Bei einer Verpfändung ihres Ortes werden die Stromberger als „arme Leute“ bezeichnet. Zwar war ihr Ort eine befestigte Stadt, blieb aber weitgehend ländlich orientiert und unterschied sich somit nicht viel von den umliegenden Dörfern wie Argenthal, Dill, Grumbach, Horn, Koppenstein, Laubach und Oberstein. Da Stromberg auch oft als „Thal“ (vor allem im 15. Jahrhundert (1410, 1416, 1424, 1464, und 1481)) bezeichnet wird, ist zu vermuten, dass die Stadt nur zum Teil bevorrechtigt war. Aber sie hatte ein Ortsgericht, oft das Marktrecht, Befestigungen, gewisse Freiheiten der Einwohner und das Siegelrecht.
Um 1414 hatte Stromburg Unter- und Oberbürgermeister, seit dem 15. und 16. Jahrhundert gab es als weitere städtische Beamte Zöllner. Ende des 16. Jahrhunderts wurde Stromberg sogar zum Oberamt erhoben. Zu diesem gehörten zum einen natürlich die Stromburg und die Stadt am Fuße des Berges, zum anderen die „Walddörfer“ westlich der Nahe, die mehr oder weniger im Soonwald lagen (Eckenroth, Schindelberg, Warmsroth, Roth, Genheim, Teile von Windesheim, Waldlaubersheim und Waldalgesheim, wozu auch noch Heddesheim, Breitenfelser Hof und Dorsheim zählten), und die „Gaudörfer“ östlich der Nahe (Appenheim, Engelstadt, Ensheim, Grolsheim, Horrweiler, Niederhilbersheim und Welgesheim). Da sich die Kriegstechnik weiterentwickelt hatte, war die militärische Bedeutung der alten Rittergeschlechter geschwunden, auf der Stromburg saßen sie nur noch als Burgmänner.
Die Rechte und Pflichten der Stromberger waren genau festgelegt. Für das Jahr 1589 galt u. a.:
„Die Gerichtsbarkeit untersteht dem Pfalzgrafen. An die Stadtherren werden gegeben: Frevelgebühren, Ungeld, Wegegeld, ferner alle Einkünfte aus Wasser, Weide, Bannmühle, und Bannbackhaus. Den Stadtbürgern stehen zu: Sie müssen kein Ungeld entrichten, damit sie Mauern, Tore, Pforten, Weg und Steg unterhalten können. Jährlich müssen sie neun Maltern Korn entrichten, dann ist es ihnen gestattet, die herrschaftliche Weide zu nutzen. Wer sich in der Stadt niederlassen, also sesshaft werden wollte, unterstand automatisch dem Schultheiß und Bürgermeister. Die Gemeinde konnte (Feld-)Schützen, Pförtner und Wächter in Dienst nehmen. Im Falle eines Gefechts brauchen die Stromberger Einwohner nicht für ihren Herrn Kriegsdienst leisten, sollen aber die Siedlung bewachen.“

### Dreißigjähriger Krieg
Nach einem Gefecht der Spanier bei Schloßböckelheim gegen die kaiserlichen Truppen fiel die Burg am 14. November 1620 den Spaniern in die Hände. Danach eroberte Spanien fast alle Dörfer und Städte im Nahetal, teilweise kapitulierten die Städte schon vor einer Schlacht vor den übermächtigen und gefürchteten Spaniern. Im Winter richteten sich die Spanier Quartiere auch in Stromberg ein. Der lange Krieg hatte viele Abgaben und Frondienste seitens der Bevölkerung zur Folge, von Stromberg wurden 6000 Reichstaler als Kontributionen gefordert, zu zahlen in drei Raten. Erst als die Truppen der Schweden unter ihrem König Gustav II. Adolf (1594–1632) in die Pfalz einmarschiert waren, konnten diese 1630 die Spanier vertreiben, und die Protestanten gewannen wieder die Oberhand. Auf schwedischer Seite kämpften die Wittelsbacher, die ja auch schon auf der Stromburg herrschten und so zu den wichtigen Landesherren des Naheraums wurden.
Als in der Schlacht bei Lützen der schwedische König am 16. November 1632 starb, gerieten seine Truppen außer Kontrolle, was zu großen Grausamkeiten führte. In den letzten 15 Jahren des Krieges hielten sich wieder Truppen aller kriegführenden Mächte im Naheraum auf.
Ein Gerichtssiegel des Jahres 1647 mit der Inschrift: „Stromberger Gerichts Siegel“ wurde gefunden.

### Deutscher Michel
Als ein mögliches historisches Vorbild des Deutschen Michels gilt neben anderen Personen auch der Reitergeneral Hans Michael Elias von Obentraut, der am 2. Oktober 1574 auf der Stromburg geboren wurde und hier auch seine Kindheit verbrachte. Im Dreißigjährigen Krieg kämpfte er an der Spitze der kurpfälzischen Kavallerie für die Evangelische Union und brachte es dort bis zum General. Seine Kriegskunst brachte ihm bei den spanischen Söldnern des Marschall Tilly auf katholischer Seite schon bald den Ruf des gefürchteten Miguel Aleman ein. Stromberg feiert seinen berühmtesten Sohn jährlich an Pfingsten mit einem historischen Stadtfest.

### Die Kriege des 17. und 18. Jahrhunderts
Da das Land so schwer verwundet war, musste Kurfürst Karl I. Ludwig (1649–1680) das Land wieder emporbringen, aber auch die Vorrechte des Fürstentums verteidigen. Auf dem Regensburger Reichstag 1653 wurde entschieden, dass Karl Ludwigs Onkel, Ludwig Phillip von Pfalz-Simmern, der wegen des Krieges sein Land eingebüßt hatte, das Amt Kaiserslautern auf Lebzeiten und die kleineren Ämter Wolfstein und Rockenhausen vererblich zugeteilt wurden. Pfalz-Simmern sollte laut diesem Reichstag ein Fünftel der ehemaligen Vorderen Grafschaft von Sponheim und zwei Drittel des Amtes Stromberg an Verwandtschaft abgeben.
Am 15. Februar 1689 wurde Frankreich vom Reichstag in Regensburg der Krieg erklärt. Dieser Krieg, der als Orléansscher oder Pfälzischer Erbfolgekrieg (1688–1697) in die Geschichte einging, brachte dem Naheraum abermals große Verwüstungen, die sich mit den Auswirkungen des Dreißigjährigen Kriegs vergleichen lassen. Die durchziehenden Heere verlangten von den Einwohnern Lebensmittel, Unterkunft und zahlreiche Dienstleistungen.
Im so genannten „Entfestungskampf“ wurden zahlreiche Burgen zerstört: 1684/6 Steinkallenfels, 1688 Schloss Böckelheim, Schloss Wartenstein bei Kirn, 1689 Stromburg, Winterburg, das „feste Haus“, das Bretzenheimer Schloss, Kauzenburg über Kreuznach, 1698 die Ebernburg.
Auch das nächste Jahrhundert forderte von der Region viele Kriege, vor allem Erbfolgekriege, weswegen die zu leistenden Frondienste fast schon üblich waren.

### Napoleonische Zeit (1792–1814)
Am 4. April 1792 wurde von französischen Revolutionstruppen auf der am 3. März 1689 zerstörten Stromburg eine Freiheitslinde gepflanzt.
Gegen die im Norden herankommenden Preußen gab es bei Stromberg schwere Kämpfe, bei denen der französische General Custine ungefähr 12.000 Mann einsetze. Am 20. März 1793 verteidigte sich Lieutenant von Gauvain mit 40 Fußsoldaten gegen 6000 Franzosen auf der Burg Gollenfels. Dieser Lieutenant kam mit seinen Soldaten gegen diese Übermacht ums Leben.
Im Naheraum gab es in den darauf folgenden Tagen viele weitere Truppenbewegungen und Schlachten, auch im Gebiet um und in Stromberg. Der Anführer der Franzosen war der General Custine und der der Preußen Szeculi.
Die Stadt Stromberg musste 2000 Gulden als Bezahlung der Kriegskosten aufbringen, zusätzlich mussten die Privatleute 1429,51 Gulden an französische und 2105,59 Gulden an preußische Truppen zahlen.
Die neuen Gesetze der Revolutionszeit der Franzosen wurden auch im Naheraum 1796 eingeführt. Demnach wurde allen Landesherren ihre Herrschaft genommen und alle Kurpfalzen aufgelöst, die Kleinstaaterei des Heiligen Römischen Reiches Deutscher Nation endete somit.
Anfang 1796 hielten sich französische Truppen im Guldenbachtal auf, die am 22. Mai nach Dichtelbach bei Rheinböllen und von dort nach Neuwied, wo sie den Rhein überquerten zogen. Auch kaiserliche Heere waren in der Nähe.
Stromberg wurde Sitz eines Kantons im Rhin-et-Moselle mit 27 Orten, welcher 7943 Einwohner zählte. Dem Waldhilbersheimer Einwohner J. A. Lang wurde am 28. März 1798 das Amt des Kommissärs übergeben. Der Kanton Stromberg wurde in vier Mairies unterteilt. Ein endgültiger Vertrag über den Verbleib des linksrheinischen Ufers wurde geschlossen. Das Heilige Römische Reich Deutscher Nation musste dieses Gebiet laut diesem Vertrag von Lunéville von 1801 komplett an Frankreich abtreten.
In der Nachkriegszeit Ende des 18. bis Anfang des 19. Jahrhunderts streiften viele Räuberbanden umher, einmal wurde zum Beispiel die Maienmühle zwischen Stromberg und Stromberger Neuhütte Mitte Januar 1802 überfallen. Der dabei misshandelte Müller überlebte nur durch Zufall schwer verletzt.
Ab 1805 wurde die Naheregion wieder nur zu Durchreisen von Truppen genutzt. Manchmal wurden Einwohner von hier aber auch als französische Bürger an die Front geschickt. Die Oberbürgermeisterey Stromberg hat 97 Mann im Zeitraum von 1800 bis 1814 geschickt.
Der Preußische General Yorck brach noch an Silvester um 11 Uhr von Wartenburg nach Stromberg auf, wo er bis zum 4. Januar 1814 sein Quartier aufschlug.

### Unter den Preußen bis zum Ende des Ersten Weltkrieges
Der Naheraum war jetzt laut dem Wiener Kongress den Preußen übergeben worden, die sich jedoch eher für eine Herrschaft über Polen oder Sachsen interessierten. Die Bevölkerung wurde außerdem weder gefragt noch berücksichtigt, sodass sie sich den Preußen ablehnend gegenüber verhielt und alles für eine Art Übergangsregierung hielt. So war die erste Hälfte des 19. Jahrhunderts nicht gerade rosig und sie trug zahlreiche Notjahre mit sich.
Viele Kommunen stellten an Frankreich zahlreiche Entschädigungsforderungen, wie zum Beispiel Stromberg am 22. Februar 1813 für den Kanton Stromberg 18.289 Francs und 34 Centimes forderte. Auf Grund von Truppenverpflegung bis 31. März 1815 stiegen die Schulden weiter an und zuletzt schlug allein in der Mairie Stromberg eine Summe von 1683 Francs und 58 Centimes zu Buche. Doch es sollte noch schlimmer kommen, eine geringe Ernte im Jahre 1815 und das Jahr ohne Sommer 1816 – seit dem Stromberg zum Kreis Kreuznach im Regierungsbezirk Koblenz gehört – ließen die Getreidepreise rapide steigen, das Jahr 1817 ging als Hungerjahr in die Geschichte ein. Andererseits erlangte 1817 für Stromberg große Bedeutung, denn der Bürgermeister Joh. Hoseus erwarb für 510 Francs die Stromburg. In der Bevölkerung schritt die Armut weiter voran und war 1839 so gravierend, dass mehrere Einwohner von der Zahlung der Klassensteuer befreit wurden. Die 1840er Jahre waren europaweit durch Teuerung, Missernten und eine gewisse soziale Unruhe geprägt. Es gab nur wenige Viehbestände, doch der Bevölkerung gelang es kaum, diese mit ausreichend Viehfutter zu versorgen. Auch wenn in den Eisenhütten im Guldenbach- und Gräfenbachtal Beschäftigung und Broterwerb für die Bevölkerung möglich war, wurden viele Arbeiter auf Grund von Preisverfall und Konkurrenz entlassen. Die Schwierigkeiten wurden in den 1850er Jahren so groß, dass manche Stromberger Einwohner nur noch im Auswandern eine Lösung sahen. Das Schicksal nahm weiter seinen Lauf und eskalierte 1870 durch Ausbruch des Deutsch-Französischen Krieges. Auch Stromberger Einwohner zogen für Preußen in den Krieg. Die Stadt Stromberg musste ein Darlehen in Höhe von 3000 Reichstalern aufnehmen, um die Kriegskosten decken zu können. In Stromberg wurde 1871 ein Kriegerverein gegründet, der im gesellschaftlichen Leben einen hohen Rang einnahm.
1871 war die Finanzlage der Stadt Stromberg wieder einmal katastrophal, denn die beiden großen Bauten der katholischen Kirche und des evangelischen Pfarrhauses hatten 57.000 Taler verschlungen. Das Städtchen Stromberg war für damalige Verhältnisse bereits stark industrialisiert; das Eisenbahn-Zeitalter brachte auch im Rhein-Nahe Tal einen zusätzlichen Aufschwung. 1856–1860 wurde die Rhein-Nahe-Eisenbahn gebaut. Nach dem im Mai 1878 ausgeübten Revolver-Attentat auf Kaiser Wilhelm I. (siehe Max Hödel) sendeten Stromberger dem unverletzten Monarchen folgendes Telegramm nach Berlin:
„Stromberg, das kleinste Städtchen der Rheinprovinz, aber reich an warmen, treuen Herzen für Ew. Majestät und unser deutsches Vaterland, dankt Gott für die gnädige Erhaltung unseres Kaiser, Kriegsherr und Vater.“
Am 19. Oktober 1878 wurde das Amtsgericht in Stromberg eröffnet. Seit dem 3./bzw./6. August 1883 unterhielt die Kongregation Arme Dienstmägde Jesu Christi eine Filiale im Ort (bis 2. Februar 2010). Sie betrieb das St. Josefskrankenhaus. Des Weiteren wurde von ihnen Altenpflege und auch ambulante Krankenpflege geleistet, und die Schwestern wirkten im Kindergarten und unterrichteten in der Nähschule.
Der Bau der Eisenbahn Langenlonsheim-Simmern von 1888 bis 1889 brachte den lange ersehnten Anschluss an die Nahetalbahn. 500 Menschen arbeiteten auf der Bahnstrecke Rheinböllen-Schweppenhausen und schafften das Material mühsam per „Achse“ aus Bingerbrück heran.
Durch ein Hochwasser des Guldenbaches wurde alle Arbeit zum großen Teil zerstört, dadurch verzögerte sich die Fertigstellung. Ein herausragendes Ereignis in der Lokalgeschichte Strombergs war der Bau des Kriegerdenkmals im Jahre 1889. Der Kriegerverein zählte 1890/91 91 Mitglieder. Otto von Bismarck wurde 1895 zum Ehrenbürger der Stadt Stromberg erklärt. Der Kriegerverein sorgte dafür, dass der 2. September jedes Jahr von der ganzen Bevölkerung gefeiert wurde.
Im Jahre 1899 brannte in manchen Stromberger Haushalten elektrisches Licht, am Bau von Wasserleitungen wurde noch weiter gearbeitet. Durch den Anschluss an die Hunsrückbahn konnte das Kalkwerk größten Profit erzielen. Die Kalk- und Hüttenindustrie nahm im Leben der Stromberger einen wichtigen Rang ein. Der Stundenlohn eines Arbeiters betrug je Schicht 2–4 Mark.
Im Jahre 1901 hat ein junger Stromberger mit einer Serie von Brandstiftungen die Bevölkerung tief beunruhigt. 1910 wurde in Stromberg die letzte der einst 22 Gerbereien stillgelegt. Die damaligen Bürgermeistereien waren sehr um die sogenannte Stimmung in der Bevölkerung besorgt. 1912 wuchs allmählich der Wohlstand. Die Geschäfte und Handwerker hatten zu tun, der Fremdenverkehr wuchs. Dazu sollte die Stromburg instand gesetzt werden. Ein Höhepunkt im Jahre 1913 war der Besuch des deutschen Kaisers Wilhelm II., der im Soonwald das Denkmal des Jägers aus Kurpfalz enthüllte. Dadurch wurde Kaiser Wilhelm in der Stromberger Region sehr populär. Ein weiteres großes Ereignis des Jahres war ein Münzfund; über 700 Münzen aus der Zeit des Kaisers Friedrich I. wurden unter einem Felsblock nahe Stromberg entdeckt. Der Fund erregte auch außerhalb Strombergs Aufsehen.
Auch 1914 entwickelte sich in Stromberg der Tourismus weiter. Doch ab dem Hochsommer änderte sich alles dramatisch. Nach dem Attentat von Sarajevo wurde klar, dass ein Krieg Europa bedroht. Bald zogen 100 Stromberger Männer in den Krieg. Der Kaiser versprach seinen Soldaten: „Ihr werdet zu Hause sein, ehe noch das Laub von den Bäumen fällt.“ Doch die Geschichte hat sich anders entwickelt. Die Bevölkerung kannte nicht nur Siegesfeiern, sondern es kamen weitere Kriegsanleihen und erste Gefangenenmeldungen. Der Krieg brachte spürbare Einschnitte, so war im Januar 1916 klar, dass der geplante Neubau der Stromberger katholischen Schule auf die Zeit nach dem Krieg verschoben werden müsse. Auch das alltägliche Leben wurde immer eingeschränkter. Um zum Beispiel den großen Fettmangel auszugleichen, wurden Schulkinder in den Stadtwald geschickt, um die reiche Bucheckernernte zu nutzen. Auch Holunderbeeren wurden gesammelt und an das Rote Kreuz geliefert. Durch die zahlreichen Sammlungen fiel der Unterricht meist ganz aus.
Das Große Hauptquartier wurde im Kriegsjahr 1917 nach Bad Kreuznach verlegt. Der Kaiser und sein Kronprinz bezogen im dortigen Kurhaus ihr Quartier. In der katholischen Schulchronik ist vermerkt, dass im Monat Mai der Kaiser fast täglich mit dem Automobil durch Stromberg fuhr. Das Kriegsjahr 1918 zog sich hin, ein Ende im Sommer noch nicht in Sicht, die Menschen unterernährt und überall herrschte Missstimmung.
Am 11. November 1918 trat der Waffenstillstand in Kraft und auch durch Stromberg zogen nun täglich Truppen. Die Stadt war während des Truppendurchmarsches stark geschmückt.

### Weimarer Zeit (1918–1933)
Vom 19. Dezember 1918 an hatte Stromberg französische Besatzung. In den Schulchroniken wird berichtet, dass sich die Besatzung anständig und zurückhaltend benommen hat. Da die Besatzung in den Schulräumen untergebracht war, war ein geregelter Schulunterricht erst wieder im Juli 1919 möglich, als der Truppenteil in Stromberg abgezogen wurde. Für die Stromberger Bevölkerung fingen die schweren Folgen der Inflation an zu wirken. Erwerbslose mussten von der Bürgermeisterei Stromberg unterstützt werden. Die Bevölkerung war bemüht, den schwierigen Alltag zu meistern. Von den legendären „Goldenen 20er Jahren“ in der Reichshauptstadt Berlin war in den Gebieten westlich des Rheins wenig zu spüren.
Die Jugendpflegebewegung war in Stromberg noch in ihren Anfängen. Infolge des Krieges ging die Mitgliederanzahl zurück und trotz aller Mühe kam die Sache nicht voran. Auch nicht im Turn- und Spielverein, von dem es 1922 den Beschluss gab, eine Turnhalle zu bauen. Doch das Vereinswesen im gesellschaftlichen Leben in Stromberg entwickelte sich und hatte große Bedeutung und nach dem Bau der Turnhalle stand der Bau eines Schwimmbades auf der Wunschliste. Der Turn- und Spielverein hat dies wiederum gefördert und nach ärztlichen Feststellungen der Zeit war die gesamte Jugend als körperlich unterdurchschnittlich entwickelt anzusehen.
Die finanziellen Verhältnisse der Stadt Stromberg waren aber weiterhin ungünstig. Der Winter 1928/29 war für naheländische Verhältnisse ungewöhnlich streng. Temperaturen von 25 °C unter Null wurden gemessen, was dazu führte, dass auch der Rhein zugefroren war.
Ein besonderer Höhepunkt des Jahres 1930 war der Abzug der Alliierten aus dem Rheinland und das Ende der zwölfjährigen Besatzungszeit. In Stromberg fand die Befreiungsfeier am Abend des 30. Juni mit der gesamten Bürgerschaft statt. Als der Reichspräsident Hindenburg eine Rundreise durch das befreite Rheinland machte, besuchte er auch Stromberg.
Stromberg hatte nach der letzten Volkszählung 1170 Einwohner. Die Finanzverhältnisse waren katastrophal, vor allem durch ungünstige Kriegs- und Nachkriegsverhältnisse.

### Die Zeit des Nationalsozialismus (1933–1939)
Die Erfahrungen der zwölfjährigen Besatzung nach dem Ersten Weltkrieg haben auch die Einwohner des Naheraums für nationalsozialistisches Gedankengut empfänglich gemacht.
Die politische Opposition wurde sehr schnell seitens der Machthaber auch in Stromberg beseitigt. Führende SPD-Funktionäre wurden in Schutzhaft genommen. Die Stromberger Bürger wurden mit dem totalitären NS-Staat konfrontiert und schon bald befanden sich acht von ihnen im hiesigen Gefängnis in Schutzhaft. Am 13. August 1933 wurde in Stromberg ein Heimatfest gefeiert anlässlich der 140. Wiederkehr der Ereignisse um Gauvain und der Schlacht am Gollenfels. Auch des Deutschen Michels wurde gedacht und mit deutlicher Gesinnung wurde das Heimatfest zu einer politischen Großveranstaltung im Sinne des neuen Regimes. Zum Jahresbeginn 1934 wurde ein Teil der Stromberger Neuhütte stillgelegt. Der Arbeiterstamm wurde fast restlos von der Herdfabrik der Firma Gebrüder Wandesleben übernommen. Diese Firma befand sich in einem gewaltigen Aufschwung.
Auch das örtliche Vereinsleben änderte sich. Die Turnhalle in der Gebereistraße wurde umbenannt in eine so genannte „Volkshalle“. Sie konnte wegen Schäden lange Zeit nicht benutzt werden und musste jetzt repariert werden. Für politische Kundgebungen und Veranstaltungen der Partei brauchte man größere Säle als die in den Gastwirtschaften. Der damalige Ortsgruppenleiter veranlasste die schon jahrelang unbenutzt liegende Turnhalle dafür zu benutzen. Die Reparaturarbeiten wurden in freiwilliger Gemeinschaftsarbeit der Mitglieder der Ortsgruppe ausgeführt. Da die NSDAP die „Volkshalle“ übernahm, hatte ein eigenes Vereinsleben aufgehört zu bestehen.
Im Frühjahr 1935 erhielt Stromberg die Anerkennung als klimatischer Kurort. Dasselbe Jahr ging für die 8 oder 9 in Stromberg wohnenden Juden (wie für alle Juden in Deutschland) als besonders schwerwiegend in die Geschichte ein.
Im Jahre 1938 veränderte sich das Stadtbild in Stromberg am Marktplatz. Die Durchgangsstraße wurde für schwere Lastzüge verbreitert, dazu wurden Häuser abgerissen, so auch das alte, 1729 erbaute Rathaus in der Talstraße, an dem sich noch ein altes kurpfälzisches Wappen befand. Die Bevölkerung sprach vom „Sterbenden Ortsbild im alten Stromberg“.
Auch die Pogromnacht vom 9. November 1938 hinterließ Spuren in Stromberg. Das Kleidungsgeschäft der Klara Jungblut wurde von SA-Anhängern und ihren Helfern verwüstet und demoliert.

### Zweiter Weltkrieg (1939–1945) und die Nachkriegszeit
Alle kriegsfähigen Stromberger Männer mussten in den Krieg ziehen. Sämtliche Lebensmittel und Verbrauchsgüter wurden rationiert, der Fremdenverkehr in Stromberg kam zum Erliegen.
Die Arbeit der deutschen Männer, die fast alle im Krieg waren, konnte von den Frauen und Kindern nicht ausgeführt werden. Auch in Stromberg wurden Kriegsgefangene und Fremdarbeiter eingesetzt, so in den Firmen Wandesleben und Weinzheimer.
Zum Schutze der Bevölkerung begann man 1941 in Stromberg mit dem Bau von Luftschutzstollen, so an der Binger Straße, in die Felswand am Unteren Zwengel sowie in den Gollenfels hinein.
Bad Kreuznach wurde angegriffen und die Handelsschule wegen erhöhter Fliegergefahr auf die Stromburg verlegt. Als 1944 die Schüler mit 16–17 Jahren Soldaten wurden, wurde die Schule geschlossen.
Ab 1945 herrschte über Stromberg rege Fliegertätigkeit. Als im Januar eine Heinkel HE-111 im Luftraum über der Stadt von britischen Jägern abgeschossen wurde, stürzte sie in ein Feld zwischen Stromberg und Waldalgesheim. Bei dem Versuch, Besatzungsmitglieder aus dem brennenden Wrack zu retten, kamen bei einer Explosion mehrere Stromberger ums Leben.
Eine Flugabwehrstellung in der Neupfalz verursachte im Februar den Absturz eines amerikanischen Kampfflugzeugs in den westlich von Stromberg gelegenen Forst bei Seibersbach. Mehrere Stromberger beobachteten, wie es dem Piloten gelang, rechtzeitig mit dem Fallschirm abzuspringen. Augenzeugenberichten nach ergab er sich noch an diesem Tag einer bei Stromberg befindlichen Wehrmachtseinheit.
Ein Major, der mit seinen Truppen Anfang März noch in Stromberg war, gab die Anweisung, dass die drei Brücken gesprengt werden sollten. Aus Angst liefen die Einwohner der Rathausstraße, August-Gerlach-Straße und Zwengel in den Wald. Doch der Major sah die Ausweglosigkeit ein und nach seinem Abzug waren innerhalb einer Viertelstunde alle Panzersperren wieder geöffnet und an vielen Häusern wurden weiße Fahnen gehisst.
Am 18. März 1945 fuhren die ersten amerikanischen Panzer in Stromberg ein. Über einen Englisch sprechenden Einwohner teilten die Soldaten den Bürgern mit, dass diese innerhalb von 20 Minuten ihre wichtigsten Habseligkeiten aus ihren Häusern retten konnten, bevor man begann, Gebäude am Gerbereiplatz und der Binger Straße durch Panzerbeschuss zu zerstören. Damit endete für die Stromberger Einwohner der Zweite Weltkrieg. Zwei Wochen nach der Befreiung gab der amerikanische Offizier Lt. Col. McNamarra den Befehl, alle Stromberger Bürger sollten den alten Heldenfriedhof am Römerberg exhumieren, an welchem in erster Linie Gefallene aus dem Ersten Weltkrieg bestattet waren. Die Gründe für diesen Befehl sind bis heute ungeklärt. Weiter ist nur bekannt, dass die Knochen auf amerikanische LKW aufgeladen wurden, bevor diese Stromberg in Richtung Neupfalz verließen. Ebenso unbekannt ist heute, wo die Überreste geblieben sind. Vermutungen deuten an, dass man sie im Wald zwischen der Rheinböller Hütte und Rheinböllen vergrub.
Die Menschen mussten ihre Häuser verlassen, Soldaten wurden einquartiert, allein im katholischen Pfarrhaus waren 52 Leute untergebracht. Es gab Ausgangssperren und es herrschte Panik.
Aufgrund der internationalen Absprachen zogen am 12. Juli 1945 französische Truppen ins Rheinland. Sie genossen bei den Bürgern sehr bald schon einen schlechten und gefürchteten Ruf. Dies lässt sich auf die inoffizielle Hinrichtung eines ehemaligen Stromberger SA-Mitglieds zurückführen, der von französischen Truppen in den Wald bei Schweppenhausen geführt und dort nachweislich erschossen wurde. Auch die Reaktion der französischen Besatzungsmacht auf dieses Kriegsverbrechen in Form der standrechtlichen Erschießung des verantwortlichen Offiziers Pièrre Dégaulois in Bad Kreuznach konnte die Einstellung der Stromberger Bürger gegenüber den französischen Soldaten nicht mehr maßgeblich verbessern.
Seit Juni konnten die meisten Häuser wieder von ihren Eigentümern bezogen werden, ansonsten kämpfte die Bevölkerung ums nackte Überleben. Die Not war groß, wie auch in den Schulchroniken festgehalten, die Kinder hatten keine Schuhe, kamen bei schlechtem Wetter nicht zur Schule, hatten nichts zu essen, was sich auf die Schulleistung auswirkte. Die Lage besserte sich erst, als eine Schulspeisung für alle Kinder von der Stadtverwaltung eingerichtet wurde. Eine Katastrophe bei dieser Notlage war der strenge Winter im Januar 1947. Die Gemeinde Stromberg hatte für jeden Haushalt vier Meter Holz bewilligt, die sich jeder Bürger aber selbst schlagen musste.
Auf diesen Winter folgte ein extrem heißer und trockener Sommer, die Ernte war vertrocknet, was nur das Schlimmste für den Winter 1947/48 befürchten ließ.

### Von 1948 bis zur rheinland-pfälzischen Kommunalreform
Im Juni 1948 war die Währungsreform und nach wenigen Tagen füllten sich die Schaufenster wieder und es gab reichlich Obst und Gemüse zu kaufen. Stromberg hatte den Verlust von 68 Männern, 33 Einwohner kehrten nie mehr heim. Dagegen war der materielle Schaden in Stromberg gering.
Am 14. November 1948 waren die ersten Gemeindewahlen in Rheinland-Pfalz. Am 30. April 1949 wurde der erste neue Amtsbürgermeister von Stromberg in sein Amt eingeführt und im Juli zogen die französischen Besatzungssoldaten ab. Im Februar 1950 endete die Zwangsbewirtschaftung. Die Stromberger verbrannten ihre überflüssig gewordenen Lebensmittelkarten und Bezugsscheine öffentlich auf dem Marktplatz.
Im Jahre 1950 gab es in Stromberg viele Industrien: ein Kalk- und Emaillierwerk, Brotfabriken, eine Herdfabrik, ein Sägewerk. Das hieß für die Stromberger vor der Motorisierung viele Arbeitsplätze vor Ort. Bei der Stadtverwaltung wurde der Wohnungsneubau vorrangig behandelt.
Am 1. Juni 1953 begann in Deutschland das Fernsehzeitalter; am 20. Juni wurde auf der Stromburg ein Fernsehgerät aufgestellt, doch im Stadtgebiet war der Empfang nicht einwandfrei. Im Kurhaus wurde eine Landesheimstätte für Lungenkranke eingerichtet. In den Jahren 1954 und 1956 waren die Winter wieder so streng, dass der Rhein zufror.
1955 wurde die neue Schule, die heutige Drei-Burgen-Grundschule, feierlich durch den Regierungspräsidenten Dr. Sommer eingeweiht. Während der folgenden Jahre, der Zeit des Wirtschaftswunders, stabilisierten sich die Lebensverhältnisse für alle. Mit dem wirtschaftlichen Aufschwung wuchs auch die Motorisierung, was zur Folge hatte, dass unrentable Haltestellen von der Bundesbahn geschlossen wurden. So auch der Stromberger Bahnhof im Jahr 1962. Im gleichen Jahr wurde das Höhenfreibad eröffnet und 2006 auf Grund von Überalterung wieder geschlossen. Daraufhin wurde mit Nachdruck an einem neuen Schwimmbad gearbeitet. 2011 ging das neue Schwimmbad mit Saunabereich, das wegen der schönen Aussichtslage auch Panoramabad genannt wird, in Betrieb.
Die Verwaltungsreform Rheinland-Pfalz war auch in Stromberg spürbar. Am 1. August 1967 wurde das Amtsgericht Stromberg, eine Zweigstelle des Hauptgerichts Bad Kreuznach aufgelöst. Damit endete eine jahrhundertealte Tradition eigener Rechtsprechung in Stromberg. Am 21. Dezember 1967 wurde das Teilstück Bingen-Rheinböllen der späteren A 61 für den Verkehr freigegeben.

### 1970 bis heute
Im Jahre 1969 wurde durch einen Raumordnungsplan Stromberg als ein Unterzentrum festgelegt. Bingen wurde Mittelzentrum und für Stromberg, die „südliche Pforte des Soonwaldes“, wurden Einrichtungen zur Erholung vorrangig. Der Einfluss des Autoverkehrs wurde immer bedeutender, mehr und mehr Einwohner pendelten in die Ballungszentren zur Arbeit.
Die Kommunalreform in Rheinland-Pfalz 1969/70 brachte große Veränderungen, die Gendarmerie, die es in Stromberg seit dem 18. Jahrhundert gab, wurde aufgelöst. Mitteilungen aus der Stadt Stromberg und den Ortsgemeinden wurden zum ersten Mal über das „Amtsblatt der Verbandsgemeinde Stromberg“ verbreitet. Damit wurden die Ortsschelle und der Aushangkasten abgelöst. Eine Erhebung im Juli 1970 ergab, dass die Stadtfinanzen in Stromberg gesund waren. Ein 3-Millionen-Etat wurde beschlossen. Der Kindergarten, die Burgrenovierung und die Erschließung von Neubaugebieten waren die Projekte. Der starke Durchgangsverkehr, vor allem mit LKWs, wurde zum Problem.
Anfang der 80er Jahre hatte Stromberg als Wohnort an Attraktivität gewonnen. Von 1970 bis 1981 stieg die Einwohnerzahl um 500. Die Lage der Stadt und der Ausbau der A 61 sind die Gründe hierfür.
1990 hatte sich Stromberg zu einem reinen Wohnort entwickelt. Die Stürme Vivian und Wiebke, die über ganz Deutschland tobten, trafen auch die Wälder der Verbandsgemeinde Stromberg mit voller Wucht.
In der Stadtentwicklung in Stromberg ging es 1990 sehr weit voran. Der Marktplatz wurde saniert und die „Sankt Jakobus-Statue“ aufgestellt. 1990 wurde das Heimatmuseum eröffnet. Die Verbandsgemeindeverwaltung kaufte 1991 das frühere Amtsgericht und zog von der Rathausstraße dorthin um. In das ehemalige Rathaus zogen die Stadtbücherei und ein Jugendtreff (Jugend Cafe Stromberg) ein. 1999 war der erste Schultag in der neuen Integrierten Gesamtschule Stromberg.
Anfang 2017 wurde das ehemalige Kalkwerk am Römerberg zurückgebaut. Die schon vorher angekündigte Sprengung der Silos und Kalköfen mit insgesamt 125 Kilogramm Sprengstoff, der bereits einen Monat vorher im Bauwerk positioniert worden war, folgte 10:00 Uhr planmäßig. Ausgeführt wurde sie durch die Firma Reisch Sprengtechnik. Die Sprengung verlief dabei präzise und ohne weitere Probleme.
Die COVID-19-Pandemie verlief in Stromberg glimpflich, jedoch musste die dort ansässige Gesamtschule IGS Stromberg im September 2020 nach mehreren Coronafällen als erste Schule in Rheinland-Pfalz wieder schließen, Grund dafür war laut Medienberichten eine illegale Corona-Party.

### Einwohnerentwicklung
| Stromberg: Einwohnerzahlen von 2012 bis 2024 | Stromberg: Einwohnerzahlen von 2012 bis 2024 | Stromberg: Einwohnerzahlen von 2012 bis 2024 | Stromberg: Einwohnerzahlen von 2012 bis 2024 | Stromberg: Einwohnerzahlen von 2012 bis 2024 |
| -------------------------------------------- | -------------------------------------------- | -------------------------------------------- | -------------------------------------------- | -------------------------------------------- |
| Jahr                                         |                                              |                                              |                                              | Einwohner                                    |
| 2012                                         | 2012                                         |                                              | 3.215                                        | 3.215                                        |
| 2015                                         | 2015                                         |                                              | 3.268                                        | 3.268                                        |
| 2020                                         | 2020                                         |                                              | 3.381                                        | 3.381                                        |
| 2024                                         | 2024                                         |                                              | 3.514                                        | 3.514                                        |
| Quelle(n): statistik.rlp.de                  |                                              |                                              |                                              |                                              |

## Politik

### Stadtrat
Der Stadtrat in Stromberg besteht aus 20 Ratsmitgliedern und dem Vorsitzenden.

### Bürgermeister
Stadtbürgermeister ist Claus-Werner Dapper-Fichtner (Dapper-Fichtner). Da bei der Kommunalwahl am 26. Mai 2019 kein Kandidat angetreten war, wurde er im August 2019 auf gemeinsamen Vorschlag der drei Stadtratsfraktionen mehrheitlich vom Rat gewählt und trat damit die Nachfolge von Klarin Hering (CDU) an, die nach zehn Jahren im Amt nicht mehr kandidiert hatte. Bei der Bürgermeisterwahl am 9. Juni 2024 wurde Dapper-Fichtner mit 75,4 % der Stimmen ohne Gegenkandidaten wiedergewählt.

### Wappen
| Wappen von Stromberg | Blasonierung: „In Schwarz ein aus einem silbernen (weißen) Dreiberg wachsender rot gekrönter und bewehrter goldener (gelber) Löwe; im Oberwappen eine dreitürmige gezinnte silberne (weiße) Mauerkrone, mit geschlossenem Tor.“ |
| Wappen von Stromberg | Wappenbegründung: Das Wappen ist abgeleitet von einem viergeteilten Gerichtssiegel aus dem späten 15. Jahrhundert (Felder 1 und 4 geschacht; 2 und 3 je ein Löwe). Die geschachten Felder entstammen dem Wappen des Adelsgeschlechts Fauste von Stromberg; die Löwen sind die Pfälzer Löwen. 1913 wurde dem Löwen ein Dreiberg als redendes Symbol hinzugefügt und von Kaiser Wilhelm II. als König von Preußen genehmigt. Die Mauerkrone steht für die bereits im 13. Jahrhundert verliehenen Stadtrechte. |

### Gemeindepartnerschaften
Stromberg unterhält seit 1967 Beziehungen zu drei Partnergemeinden in Europa:
- Yvoir an der Maas, Belgien
- Givet an der Maas, Frankreich
- Finspång, Schweden

## Kultur und Sehenswürdigkeiten

### Museum
- Heimatmuseum Stromberg[11]

### Bauwerke
- Burg Stromburg
- Burgruine Burg Pfarrköpfchen
- Burg Gollenfels

Siehe auch: Liste der Kulturdenkmäler in Stromberg

## Wirtschaft und Infrastruktur
In Stromberg gibt es unter anderem eine Kindertagesstätte, eine Grundschule, eine Integrierte Gesamtschule, Hotels und eine Bücherei. Bis 2010 existierte eine Brötchenfabrik, die Gebr. Weinzheimer Brotfabrik GmbH & Co.KG sowie am Ort ein Steinbruch und Kalkwerk, das zuletzt von der Firma Schäfer Kalk betrieben wurde. Nachdem die Gemeinde 2006 eine Verlängerung der Betriebsgenehmigung abgelehnt hatte, wurde der Betrieb wegen fehlender Entwicklungsmöglichkeiten eingestellt. Das 1991 zunächst unter dem Namen „Park Village“ eröffnete Land & Golf Hotel Stromberg erhielt seinen heutigen Namen nach einem Besitzerwechsel im Jahr 1998. Der angrenzende 18-Loch-Golfplatz wurde 2008 übernommen. Mit 140 Mitarbeitern, wovon 23 als Auszubildende tätig sind, war es 2018 einer der größten Arbeitgeber des Ortes.

## Verkehr
Durch die Stadt führt die nicht betriebene Hunsrückquerbahn, die zur Erschließung des Flughafens Frankfurt-Hahn reaktiviert werden soll. Im Osten verläuft die A 61. Stromberg ist mit dem ÖPNV über die Regiobuslinien 230 und 240 an Bingen, Simmern und Bad Kreuznach angebunden. Seit dem 5. August 2014 ergänzt ein Bürgerbus den öffentlichen Linienverkehr. Er verkehrt dienstags und donnerstags auf Vorbestellung und verbindet die Stadt Stromberg mit den umliegenden Ortsgemeinden.

## Persönlichkeiten
- Dietrich von Schönenberg († 1542), von 1530 bis 1542 kurpfälzischer Amtmann in Stromberg
- Heinrich Joseph Kampers (1806-† vor 1886), Jurist und preußischer Politiker
- Alexander von Brandt (1873–1960), preußischer Landrat, deutscher Ministerialbeamter und Landesfinanzamtspräsident
- Anna Maria Cetto (1898–1991), Kunsthistorikerin, Autorin und NS-Opfer
- Karl Overbeck (1909–1972), Diplomat
- Bernhard Bogerts (* 1948), Psychiater und Hirnforscher
- Brigitte Antes (* 1951), Librettistin für Kinder-Musicals mit biblischen Themen
- Johann Lafer (* 1957), österreichischer Koch, Fernsehkoch, Unternehmer und Sachbuchautor
- Thorsten Mäder (* 1969), Organist, Dirigent und Musikpädagoge